# Dave Jeser
Dave Jeser est un scénariste et producteur de télévision américain. 

## Biographie
Dave Jeser est notamment connu pour être le créateur de la série télévisée Drawn Together.

## Filmographie
- 2015 : Accidental Love de David O. Russell(film tourné en 2008 ayant connu des problèmes durant la production)